# Harpulina arausiaca
Harpulina arausiaca, tên tiếng Anh: gold-banded volute, là một loài ốc biển, là động vật thân mềm chân bụng sống ở biển trong họ Volutidae, họ ốc dừa.